# Angels & Airwaves
Angels & Airwaves (scris și ca Angels and Airwaves, stilizat și prescurtat ca ΛVΛ ) este o trupă rock americană,  formată din Tom DeLonge (voce principală, chitară, clape), David Kennedy (chitară, clape), Ilan Rubin (tobe, clape, voce de fundal) și Matt Rubano (chitară bas, clape, voce de fundal). Foștii membri sunt Ryan Sinn (chitară bas, voce de fundal), Adam "Atom" Willard (tobe), Matt Wachter (chitară bas, clape, voce de fundal) și Eddie Breckenridge (chitară bas).
Trupa s-a format după ce Blink-182 a intrat într-o pauză în 2005. Aceștia au continuat să înregistreze și să facă turnee, în ciuda faptului că DeLonge și-a relansat cariera cu Blink-182 în 2009, iar după ce acesta s-a despărțit de ei în 2015, a început să se concentreze mai mult pe Angels & Airwaves. Până în prezent, trupa a lansat șase albume de studio: We Don't Need to Whisper (2006), I-Empire (2007), Love (2010), Love: Part Two (2011), The Dream Walker (2014) și Lifeforms (2021). Proiectul are și un film documentar Start the Machine (2008). În 2011, împreună cu cele două albume Love, grupul a realizat coloana sonoră și produs  filmul dramă științifico-fantastic Love al regizorului William Eubank în 460 de cinematografe din SUA în timpul evenimentului multimedia, Love Live. Trupa a lansat un scurtmetraj de animație numit Poet Anderson: The Dream Walker  și al cincilea album al lor, The Dream Walker, pe 9 decembrie 2014. În 2015 au urmat și alte produse media conexe, cum ar fi benzi desenate și un film live-action.
Grupul a fost descris de DeLonge ca fiind mai mult decât o trupă, ci mai precis „un proiect artistic” [care abordează] teme umane mai generale și face acest lucru folosind diferite canale media”, sau simplu spus „un proiect multimedia”. Acest lucru a fost vizibil în filmele trupei și în abordările inovative ale interacțiunii dintre fani și artiști.
Despre primele două albume, membrii trupei spun că au fost influențați în principal de muzica celor de la Radiohead și Pink Floyd, combinat cu grandoarea celor de la U2.

## Istorie

### Formare și origini (2004-2005)
Tom DeLonge a început să lucreze la material nou în timpul turneului final al celor de la Blink-182 în 2004 și la puțin timp după aceea aceștia s-au destrămat în februarie 2005. Timp de un an și jumătate, Tom a lucrat singur în studioul de acasă înainte să adune muzicieni pentru a forma trupa. În timp ce se juca la întâmplare pentru a crea logoul trupei, DeLonge a realizat că dacă ar fi să inverseze A-ul din mijloc din acronimul trupei în ceea ce semăna cu un V, ar obține numele fiicei sale, Ava. În mijlocul speculațiilor din jurul destrămării Blink-182, DeLonge a ales să se abțină să dea interviuri cu privire la această problemă și despre planurile sale de viitor pentru 6 luni: El s-a concentrat pe scris și înregistrat la studioul său de acasă. În septembrie 2005, acesta a vorbit public pentru revista Kerrang!, unde a dezvăluit numele noii sale trupe, Angels & Airwaves. Trupa îi avea în componență pe fostul chitarist de la Hazen Street și prietenul său din liceu David Kennedy plecat din trupa Rock from the Crypt și pe toboșarul celor de la The Offsprings, Atom Willard și pe Ryan Sinn, fostul basist de la The Distillers. Atom Willard a spus pentru revista Shave că experiența tuturor membrilor trupei a făcut formarea acesteia foarte ușoară. „Nu a fost nimeni care încerca să înțeleagă ce va merge și ce nu, nu doar pentru ei, dar pentru muzică și pentru trupă, cum va fi viața pe drumuri și lucruri de genu' ăsta. Toată lumea avea suficientă experiență să se concentreze și să-și facă treaba. Asta a făcut totul mai ușor decât orice altceva.”

### We Don't Need to Whisper(2005–2007)

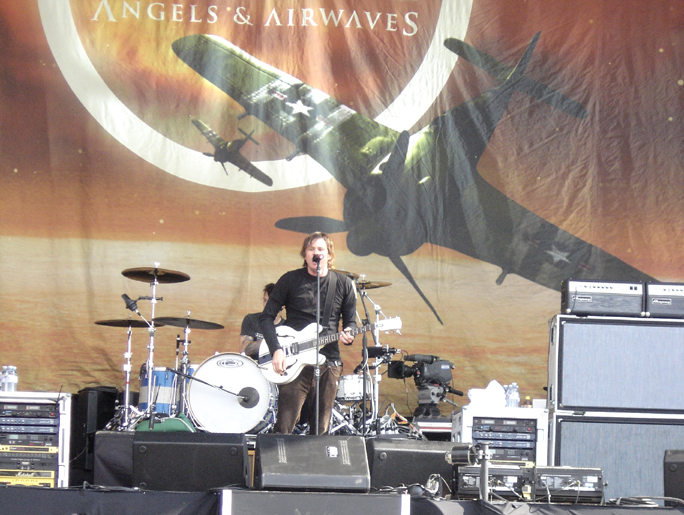
Angels & Airwaves concertând în Hyde Park, iunie 2006.

La scurt timp după formare, trupa a început înregistrarea primului album în studioul lui DeLonge în California din mijlocul lui 2005 până la începutul lui 2006. După ce un email de la un fan i-a spart computerul lui DeLonge și a furat patru demo-uri, Angels and Airwaves nu a avut altă opțiune decât să lanseze „The Adventure” ca primul lor single, care a ajuns la posturile de radio, forțând o lansare prematură pe 18 mai 2006. Câteva zile mai târziu, pe 23 mai, aceștia au lansat primul lor album, We Don't Need to Whisper. Albumul a ajuns pe locul 4 în Billboard 200 și a vândut peste 500.000 de copii în SUA și Canada. În ciuda acestui succes, criticii au avut recenzii mixte, una dintre acestea notează că „chiar dacă a fost bine intenționată, [trupa] nu a reușit să atingă marile înălțimi la care aspiră”,, mai ales în lumina afirmaților făcute de DeLonge privind faptul că albumul ar fi „cea mai mare revoluție rock and roll pentru această generație”. Totuși, mai târziu în acel an, popularitatea le-a crescut odată cu lansarea single-urilor „The War”, „Do It For Me Now” și „It Hurts”. Restul anului aceștia au fost ocupați cu turnee, și la începutul lui 2007, supergrupul s-a întors în studio să lucreze la următorul album.
Totuși, problemele s-au acumulat și pe 23 aprilie 2007, Angel & Airwaves au anunțat că Ryan Sinn nu va cânta la concertul Free Earth Day din campusul M.I.T. din cauza unor dificultăți în trupă. După incident, pe 15 mai, Sinn a postat un anunț pe fan clubul Army of Angels că „nu mai face parte din Angels and Airwaves” și că a primit un telefon pe 19 aprilie seara în care și-a încheiat relația cu trupa. Mat Watcher (fostul basist de la 30 Seconds to Mars) i-a ținut locul la concert și a fost mai târziu confirmat ca membru permanent.

### I-Empire(2007–2009)
Al doilea album de studio, intitulat I-Empire și prima melodie „Everything is Magic” au fost „scurse” pe internet, și pe 25 August 2007, fiind cea mai cerută melodie la postul de radio californian KROQ. Angels & Airwaves au început să difuzeze piesa pe profilul lor de MySpace pe 28 august 2007. Aceasta a devenit de asemenea disponibilă pe iTunes și a atins locul trei în iTunes Rock Chart pe 27 septembrie 2007, înainte să fie disponibilă pentru difuzare la nivel național. Trupa a filmat videoclipul piesei pe 20 și 21 ianuarie, având premiera pe MTV2 în 25 februarie 2008. Al doilea single „Secret Crowds” a fost lansat pe 4 februarie 2008, împreună cu videoclipul acestuia. Trupa a lansat un al treilea single „Breathe” pe internet în data de 20 iunie. Angels and Airwaves au cântat în fiecare locație din cadrul Warped Tour 2008. Aceștia au avut și un turneu de toamnă în sprijinul Weezer. DeLonge a mărturisit că pe durata primelor două albume a fost dependent de calmante din cauza unei hernii de disc suferită anii anteriori.
Trupa a intrat într-o pauză în 2009 când DeLonge s-a reunit cu Blink-182 pentru un turneu de vară. În timpul pauzei, Atom Willard s-a alăturat trupei Social Distortion ca toboșar de turneu, în timp ce Matt Wachter și David Kennedy au început să lucreze la viitorul fim.

### LoveandLove: Part Two(2009–2012)
Când DeLonge și Willard s-au întors în toamnă, trupa a reluat producția următorului album. Love este al treilea album de studio al lor, lansat oficial pe 14 februarie 2010, după ce a fost amânat de la Crăciunul din 2009. Fuel TV l-a lansat de asemenea două zile mai devreme pentru membrii Modlife, împreună cu remix-ul piesei „Hallucinations” a lui Mark Hoppus celor care au donat la descărcarea albumului. Acesta a fost lansat gratuit din cauza „underwriting-ului corporativ”. Au început să-l producă în ianuarie 2009, dar progresul a fost lent din cauza faptului că Blink-182 s-au reunit și au mers în turneu. Trupa a terminat albumul la timp pentru a-l lansa de Ziua Îndrăgostiților din 2010. Love a fost descărcat de aproape 500.000 de ori în primele 48 de ore după lansare. Primul single de pe album „Hallucinations”, a fost disponibil gratuit pe platforma Modlife a trupei în 23 decembrie 2009. De asemenea, aceștia au lansat videoclipul piesei via Modlife pe 7 martie 2010.
Trupa a făcut un turneu în America de Nord începând cu 27 martie în Anaheim, California. Acesta s-a încheiat pe 30 mai în Ventura, California, și Delonge s-a întors la Blink-182 ca să se pregătească pentru următorul album și pentru turneul european. Inițial DeLonge a declarat că va mai fi alt turneu cu AvA, zvonindu-se date de concert în Regatul Unit, după lansarea filmului Love în toamnă, dar planurile s-au schimbat din cauza obligațiilor lui DeLonge față de Blink-182. „Epic Holiday” este pe coloana sonoră a filmului german Kokowääh cu Til Schweiger.
Al doilea album de studio din proiectul Love, Love: Part Two, a fost lansat pe 8 noiembrie 2011. DeLonge a descris albumul ca fiind mai bun decât prima parte și a confirmat de asemenea că va exista un set cu ambele albume și cu un DVD al filmului. Primul single lansat a fost „Anxiety”, având premiera după Love Live pe 10 august 2011. Videoclipul a fost lansat pe YouTube în ziua următoare. A fost făcut disponibil spre cumpărare pe iTunes pe 14 septembrie 2011.
Înainte de lansarea Love: Part II, DeLonge a dezvăluit că Angels and Airwaves începuseră deja să lucreze la două noi albume și filme. Pe 4 octombrie, a fost anunțat pe pagina lor de Facebook că toboșarul Atom Willard a părăsit trupa. Plecarea a părut a fi de comun acord și Atom le-a mulțumit membrilor trupei pentru cei 6 ani minunați în care au făcut muzică împreună. Pe 7 octombrie, a fost anunțat că Angels & Airwaves vor face parte dintre artiștii Festivalului Soundwave din Australia, în februarie și martie 2012. A fost anunțat pe 20 octombrie 2011 că Ilan Rubin, faimos pentru colaborările cu Lostprophets și Nine Inch Nails, va fi noul toboșar al trupei. În martie 2012, a fost confirmat că AvA va concerta la festivalurile Reading & Leeds în august 2012. Trupa a cântat și la concertul anual KROQ Weenie Road în 5 mai 2012. Pe 9 noiembrie 2012, un nou EP intitulat Stomping the Phantom Brake Pedal a fost anunțat ca fiind ediție limitată.

### The Dream Walker(2014–2016)
Pe 1 aprilie 2014, Tom DeLonge a anunțat prin intermediul paginii sale oficiale de Facebook că cel de-al cincilea album al trupei va fi lansat pe 31 octombrie 2014. Anunțul a venit însoțit de o imagine din filmul POET care înfățișează un oraș futurist.  Într-un interviu cu Alter The Press! publicat pe 6 iunie 2014, DeLonge a confirmat data programată de lansare și a spus despre album: „Sunt lucruri care nu se vor schimba niciodată, precum sensibilitatea mea melodică și felul în care scriu. Dar structurile melodiilor, aranjamentele, progresiile acordurilor și tonalitățile s-au schimbat radical.”  Acest lucru a venit în urma reflecțiilor recente asupra naturii albumelor anterioare. DeLonge a simțit că trupa avea nevoie de această schimbare, deoarece considera că totul începe să sune la fel. Pe 24 iunie a fost dezvăluit că Matt Wachter a părăsit trupa pentru a se concentra asupra familiei sale. DeLonge a postat un mesaj pe Facebook în care explica că amândoi sunt încă prieteni apropiați și că Matt s-ar putea alătura lor din nou într-o zi. Pe 4 iulie, Angels & Airwaves și-au încheiat filmarea videoclipului pentru noul single de pe albumul care avea să apară de Halloween. Pe 9 iulie, Tom DeLonge a confirmat într-o postare foto pe pagina de Facebook a trupei că Eddie Breckenridge (membrul trupei post-hardcore Thrice) s-a alăturat Angels & Airwaves. 
O nouă melodie de pe viitorul album, intitulată „Paralyzed”, a fost disponibilă pentru cumpărare prin MixRadio. Inginerul Aaron Rubin a confirmat că această versiune nu este ultima. El a spus, de asemenea, că versiunea finală va fi lansată pe 5 octombrie.  DeLonge a anunțat prin intermediul contului său de Twitter că „Paralyzed” nu este primul single de pe The Dream Walker. Melodia a fost lansat în premieră pe RollingStone.com pe 7 octombrie.  Pe 26 octombrie, primul single de pe The Dream Walker, The Wolfpack, a fost difuzat pe SoundCloud.  Pe 30 octombrie 2014, Tom DeLonge a lansat lista de melodii pentru albumul The Dream Walker .  Pe 8 decembrie, albumul complet The Dream Walker a fost difuzat exclusiv împreună cu Rolling Stone.
În lumina speculațiilor cu privire la statutul lui David Kennedy și a lui Eddie Breckenridge în trupă, DeLonge a confirmat în timpul unui interviu acordat Rock Sound pe 11 noiembrie 2014 că ambii membri erau încă implicați în Angels & Airwaves, deși nu a precizat în ce măsură, spunând: „Cred că oamenii sunt doar confuzi. Înțeleg, dar încerc să le spun oamenilor să se uite la întreg proiectul, nu la părți oarecare din el. Aceasta nu este doar o trupă, este puțin asemănătoare unei ținte în mișcare și este un proiect mult mai mare.” . 
Pe 28 ianuarie 2015, a fost lansat videoclipul pentru „Tunnels”, cu imagini din filmul de animație al lui DeLonge, Poet Anderson: The Dream Walker. În videoclip, David Kennedy și Eddie Breckenridge joacă alături de DeLonge și Rubin. Atunci a existat o știre că videoclipul a fost terminat în iulie 2014, dar a fost lansat mai târziu, speculându-se dacă Kennedy și Breckenridge mai sunt încă în trupă. 
După plecarea sa de la Blink-182 în ianuarie 2015, Tom DeLonge a spus într-un interviu din martie că se aștepta să lanseze patru albume în 2015 - două albume Angels & Airwaves și două albume solo - dintre care trei ar include câte un roman fiecare.   Pe 4 septembrie 2015, trupa a lansat EP-ul ...Of Nightmares,  fiind primul dintre albumele promise de DeLonge, care a fost urmat, în octombrie, de un roman grafic cu același nume, scris de DeLonge și Suzanne Young.  Totuși, până la sfârșitul anului, acest album (împreună cu albumul solo al lui DeLonge To the Stars... Demo, Odds and Ends ) a rămas singurul lansat.
Trupa a lansat EP-ul Chasing Shadows pe 5 aprilie 2016, însoțit de romanul cu același nume, scris de DeLonge și AJ Hartley. 
Pe 4 mai 2016, trupa a lansat un album de 26 de piese cu demo-uri din sesiunile The Dream Walker pe site-ul To the Stars. 

### Lifeforms(2017–prezent)
În februarie 2017, DeLonge a anunțat că va regiza un film, Strange Times, care se va baza pe seria sa de romane grafice cu același nume. Filmul urma să includă noi melodii Angels & Airwaves, în timp ce următorul album va servi drept coloană sonoră.  Producția filmului era programată să înceapă la sfârșitul lui 2017, dar în decembrie 2018, DeLonge a anunțat că TBS va adapta romanele într-un serial de televiziune și că va fi producător, nu regizor. 
Pe 25 august 2017, trupa a lansat We Don't Need to Whisper – Acoustic EP, care conținea redări acustice ale primelor patru melodii de pe primul lor album. DeLonge a declarat că „a vrut să le ofere fanilor ceva în timp ce trupa lucrează la coloana sonoră a viitorului film Strange Times”. 
În aprilie 2018, DeLonge a confirmat că atât David Kennedy, cât și Matt Wachter s-au alăturat trupei și că vor cânta pe noul album.  În aprilie 2019, trupa a semnat un contract de înregistrare cu Rise Records.   Pe 30 aprilie, trupa și-a lansat single-ul, „Rebel Girl”. Lansarea a confirmat componența actuală a trupei formată din DeLonge, Kennedy și Rubin, fără a oferi nicio explicație pentru absența lui Wachter dată de trupă sau de Wachter însuși.  După lansare, trupa a anunțat un turneu în 23 de locații în America de Nord, din care urma să facă parte fostul basist de la Taking Back Sunday, Matt Rubano.  Trupa a concertat în primul spectacol live din ultimii șapte ani pe 28 august 2019, în Solano Beach, California, unde au făcut debutul altei piese noi, „Kiss & Tell”, înainte de a o lansa a doua zi. 
În noiembrie 2019, trupa a anunțat că are planuri pentru un turneu de iarnă care ar începe în decembrie, precum și o dată estimativă a lansării albumului în 2020.  La jumătatea turneului din ianuarie, datele de concert rămase au fost reprogramate după ce DeLonge a fost diagnosticat cu o infecție a căilor respiratorii superioare.  Datele reprogramate au fost în cele din urmă anulate în aprilie din cauza pandemiei de COVID-19 din Statele Unite. Ca răspuns la pandemie, trupa a scris o altă piesă nouă „ All That’s Left Is Love”, care a fost lansată pe 16 aprilie 2020. De asemenea, a fost dezvăluit că toate profiturile obținute din această melodie vor fi donate fondului de ajutor COVID-19 al Feeding America. 
Pe 11 mai 2021, trupa a anunțat un nou serviciu de abonament al comunității de fani, numit The Empire Club, care a fost urmat de lansarea celui de-al doilea single al albumului, „Euphoria”, și de videoclipul corespunzător opt zile mai târziu.  Lifeforms a fost anunțat oficial pe 15 iunie 2021, alături de lansarea celui de-al treilea single al albumului, „Restless Souls”, și dezvăluirea datelor de concert ale turneelor din Statele Unite și din Europa în 2021 și 2022.  Piesele suplimentare „Losing My Mind”, „Spellbound” și „Timebomb” au fost lansate în următoarele săptămâni înainte ca albumul în sine să fie lansat pe 24 septembrie 2021.   

## Apariții televizate
În „Even Fairy Tale Characters Would Be Jealous”, episodul din 9 noiembrie 2008 din One Tree Hill, difuzat pe CW Network, trupa a fost rugată să cânte la un concert USO pentru pușcașii marini americani. Membrii trupei erau nerăbdători să apară în emisiune, deoarece s-au alăturat formațiilor anterioare care au fost oaspeți în One Tree Hill. Angels & Airwaves au cântat câteva piese în timpul apariției lor în serial. În timpul concertului USO, ei au cântat single-ul „Secret Crowds”, în timp ce „Lifeline” a fost melodia de pe genericul de încheiere. 

## Filme
Start the Machine este un documentar care se concentrează pe destrămarea Blink-182, geneza Angels & Airwaves și crearea primului lor album We Don't Need to Whisper . A fost lansat pe DVD pe 17 iunie 2008.   Start the Machine a fost filmat pe o perioadă de aproape trei ani.
Love este un film științifico-fantastic regizat de William Eubank și cu Gunner Wright în rol principal, care a fost lansat într-un eveniment special numit Love Live pe 10 august 2011. „Începe în timpul Războiului Civil, iar spectatorul călătorește prin timp și spațiu. Există câteva fire narative diferite. Principalul este că un tip este trimis la Stația Spațială Internațională și este abandonat acolo sus. El nu știe de ce. Așa că de-a lungul anilor în care a fost blocat acolo sus, el vede Pământul începând să se prăbușească dedesubt. El ajunge practic să devină ultimul om în viață. Și apoi zeci de ani mai târziu, el se trezește într-o zi și vede ceva în afara SSI, pe orbita joasă a Pământului, cu el.” 
La sfârșitul anului 2014, trupa a lansat un scurtmetraj animat numit Poet Anderson: The Dream Walker, pe lângă albumul The Dream Walker.

## Artă grafică
Albumele trupei au prezentat imagini space rock cu influențe considerabile din lucrările lui Storm Thorgerson. Membrii trupei afirmă în mod explicit că există influențe ale lui Pink Floyd în piesele lor.   În noiembrie 2011, trupa a lansat o ediție specială a filmului Love în format de roman grafic cu albumul dublu și filmul de pe site-ul oficial al trupei.  Trupa a lansat romanul grafic Poet Anderson: ...Of Nightmares pe 6 octombrie 2015, scris de DeLonge și Suzanne Young.  A fost însoțit de EP-ul ...Of Nightmares lansat pe 4 septembrie 2015. 

## Stilul muzical
Stilul muzical al lui Angels & Airwaves a fost, în general, considerat rock alternativ,  space rock,   art rock  și neo-prog . 

## Componența trupei
| Membri actuali - Tom DeLonge – solist, chitară solo, clape, sintetizatoare (2005–prezent); chitară bas(2014–2018) - David Kennedy⁠(d) – chitare ritmice și principale, clape, sintetizatoare (2005–2014, 2018–prezent); voce de fundal (2011–2014) - Ilan Rubin⁠(d) – tobe,percuție, voce de fundal (2011–prezent); clape, chitare, chitară bas (2014–present) - Matt Rubano – chitară bas, sintetizatoare, voce de fundal (2019–prezent) | Foști membri - Ryan Sinn⁠(d) – chitară bas, voce de fundal (2005–2007) - Atom Willard⁠(d) – tobe, percuție, voce de fundal ocazional (2005–2011) - Matt Wachter⁠(d) – chiară bas, sintetizatoare, voce de fundal (2007–2014, 2018–2019) - Eddie Breckenridge⁠(d) – chitară bas, voce de fundal (2014) |

## Discografie
- We Don't Need to Whisper (2006)
- I-Empire (2007)
- Love (2010)
- Love: Part Two (2011)
- The Dream Walker (2014)
- Lifeforms (2021)

## Premii și nominalizări
Premiile MTV Video Music
- Nominalizare: Cel mai bun artist nou într-un videoclip (2006) pentru „ The Adventure ”
- Nominalizare: Cele mai bune efecte speciale într-un videoclip (2006) pentru „The Adventure”
- Nominalizare: Cel mai bun montaj într-un videoclip (2006) pentru „The Adventure”
- Nominalizare: Cea mai bună trupă din 2006 (2006) pentru „We Don’t Need To Whisper”

### Festivalul Internațional de Film de la Toronto
- Câștigători: Cea mai bună animație (2014) pentru Poet Anderson: The Dream Walker

## Link-uri externe
- Site oficial Arhivat în 10 februarie 2022, la Wayback Machine.